# テンカイチ 日本最強武芸者決定戦
『テンカイチ 日本最強武芸者決定戦』（テンカイチ にほんさいきょうぶげいしゃけっていせん）は、原作：中丸洋介、作画：あずま京太郎による日本の漫画作品。『ヤングマガジンサード』（講談社）にて、2021年Vol.2から連載が開始されたが、同誌の『月刊ヤングマガジン』（同）との合併により『月刊ヤングマガジン』に移籍して同年6月号より連載中。織田信長が生き延び天下統一を果たした架空の戦国時代末期の日本を舞台に、死期を迎えた織田信長の後継者の座を賭けて、日本全国の有力大名や公家の名代として数多の武芸者達が戦う異種武術大会・テンカイチを描いた時代劇作品である。
2025年5月時点で累計部数は75万部を突破している。
2025年4月にテレビアニメ化されることが発表されている。

## あらすじ
西暦・1600年、魔王と称される日本の支配者・織田信長が天下を統一してから十年が経過した日本。己の死期を悟った織田信長は大坂城に嫡男や老中といった有力大名らを集めて己が死期が近いことを発表し、天下一の武芸者を決める代理国獲合戦「テンカイチ」の開催を表明。ここで戦い抜き天下一の武芸者となる者を連れてきた人物に日本の支配者の地位を譲ることを表明した。それから百二日後の西暦一六〇〇年七月九日、大坂城にて十六名の大名・公卿の後援を受けた武芸者達によるテンカイチの幕が開くのであった。

## 登場人物

### 武芸者
本多忠勝（ほんだ ただかつ）
本多流戦場槍術の使い手。異名は「古今独歩の金剛石」または「金剛仁王」。大多喜城城主。五十七度の合戦で傷を一つとして受けたことがないと言われる誰もが認める猛将。名槍・蜻蛉切を得物とし片手で軽々と振るう。後援者は徳川家康。
生まれ持った体格と怪力、正確に間合いを見切る戦略眼等、戦のために生まれてきた様な男で長柄槍である蜻蛉切から凄まじい速さの突きを繰り出す。そのため、忠勝の間合いは「金剛杵禁域」と呼ばれ兵をはじめ矢や銃弾等あらゆる物が侵入不可能と言われる。
信長による天下統一後は大多喜城の城主を勤めていたが、乱世が終わり主である家康に尽くすこともなくなってしまった虚無感から毎日のように宴会を開いては酒に溺れ、心身共に緩み切っていた。そこへ家康からテンカイチへ参加を打診する文が届いたことで生気を取り戻し家康との夢である天下統一を成し遂げるため、参加を決意する。
一回戦第一試合にて宮本武蔵と対戦する。当初はその武力と経験の差から武蔵を圧倒していたが、武蔵の驚異的な成長速度と順応力に徐々に実力が拮抗し始める。最終的に片腕を犠牲にすれば勝機があるという状況にもつれ込むが、片腕でテンカイチを勝ち進むことは不可能と判断し咄嗟に変則の突きを繰り出すも、それすら見切った武蔵に蜻蛉切を粉砕されたことで一太刀をまともに受け敗北。最期は試合に乱入した家康を織田の鉄砲隊から守る形で銃弾を受け致命傷を負い、家康に共に戦えたことの感謝を伝え息を引き取った。
宮本武蔵（みやもと むさし）
当理辨助流の使い手。異名は「無双兵法者」。新免無二斎の息子。痩躯ながらも本多忠勝を凌ぐ上背と秘めた才能を持った年若き武芸者。得物は当初は木刀、のちに父親から借り受けた金重の太刀と脇差。後援者は長宗我部元親。
幼少期から剣の才能を開花させ、若干11歳で父親の実力を超える。しかしその後は自身より強い相手に出会えず実力を発揮できない苛立ちから以降は自暴自棄となり無気力な性格となってしまった。
一回戦第一試合にて本多忠勝と対戦する。当初は忠勝の圧倒的な武力に押されていたが、自身の望んでいた強者と出会えたことから停滞していた才能を目覚めさせ、次第に忠勝の技を見切りはじめる。やがて試合の最中に二刀による「二天一流」を発現し、最後は忠勝の突きを見切り一太刀を浴びせて勝利する。
風魔小太郎（ふうま こたろう）
風魔党忍術の使い手。異名は「風魔の女帝」本名は「紅」。六代目の風魔小太郎。筋骨隆々かつ長身の若い女性でその武才は五代目を凌ぐと評される。得物は手裏剣と呼ぶには巨大な四つ又状の刃物に鎖が付いた風魔手裏剣と自らの徒手空拳。後援者は北条氏政。
テンカイチの数年前は紅と呼ばれる半忍であり、五代目風魔小太郎も目にかけるほどの才能の持ち主だったが落ちこぼれの同期である蒼を見捨てられなかったことで蒼とともに薬物の実験体に落とされ、数多の薬物の実験を受け紅と蒼の二人が生き残り、最後は蒼とともに超人を生み出す限界薬・雅大蛇ノ五番を投与され蒼が薬に耐えきれず絶命したことで限界薬を克服して驚異的な身体能力を得て縛を解き五代目を除く薬物研究者たちを撲殺して風魔の頭領の地位に着いた。
一回戦第二試合で富田勢源と対戦する。風魔手裏剣による遠方からの投擲と強靭かつしなやかな身のこなしから繰り出す格闘術により勢源としのぎを削る｡一進一退の攻防を続ける中で勢源を仕留める奥の手として風魔薬術「雅大蛇ノ六番」を自身に投与し、文字通り獣のごとき身体能力と持久力で勢源と激闘を繰り広げる。一方で血圧の上昇により受けた傷からの出血が止まらず体力が尽きかけるも、最後の一撃で勢源の心臓を抜き手で貫き勝利する。
冨田勢源（とだ せいげん）
中条流の使い手。異名は「小太刀無双」。盲目かつ小柄な老人だが、一太刀抜くやその剣技は見えているかの如く精緻を極め、様々な強者達に「富田には手を出すな」と言わしめる実力の持ち主。呼び出しに来た織田家の家臣に侮辱されると左腕を落とし鼻を削ぎ、耳を切って徐々に痛ぶり殺すなど残忍な一面を持つ。後援者は近衛前久。
一五七三年の織田軍の侵攻により孫の善左衛門ら一族を失っており、信長に対しては「暗君」と酷評を吐き挑発しその家臣に対しても前述のとおり残忍な対応を取っている。
孫の善左衛門を失ったのちは人を遠ざけ一時廃人のような生活を送って視力も完全に失ったが、突如山篭りを始めそこで余人の目に見えぬ架空の善左衛門と数年の稽古を積んで白夜眼と称されるほどの超感覚を身に付けて、盲目ながらも視力を持つ者以上の精緻な剣の腕に到達している。また生まれつき小柄な体格に合わせる形で太刀よりも小太刀を得物とする。
一回戦第二試合で風魔小太郎と対戦する。白夜眼による感知能力により小太郎の身体能力に後れを取らない反応速度で互角の戦いを見せる。試合の最中、小太郎の放った至近距離からの強烈な猫騙しにより鼓膜を潰され一時窮地に陥るが、白夜眼の範囲を小太郎に集中させることでわずか先の未来を見通すほどの感知能力を覚醒させ小太郎を追い詰める。終盤、満身創痍の傷を負い小太郎に心臓を貫かれながらも刀を振り下ろそうとするが一歩およばず力尽きた。その凄まじい勝利への執念から小太郎からは「今までで一番の男」と評された。
ウィリアム・アダムス
「死の舞（ダークダンス）」の使い手。異名は「海の魔物」。テンカイチの3ヶ月前にイングランドから長州藩周防の浜へ漂着した西洋人。得物は西洋短剣。後援者は毛利輝元。
英国では父と同じく船乗りを生業としていた一方で決闘裁判の代理闘士であった母親からその武術・死の舞とを受け継ぐ。その後、船乗り中に嵐に遭い長州へ漂着した直後に自身を捕らえにきた毛利軍数十人を単身で返り討ちにしたことで輝元の目に留まり、毛利方の代表となった。本人は日の本へ来たことを「運命に魂が導かれた」と嘯く。
一回戦第三試合で柳生宗矩と対戦する。船上という不安定な足場と死の舞の独特なステップで間合いを制御し、また鍔迫り合いで相手を制御する「バインド」を用いて宗矩を蹂躙せんとする。しかし早々とバインドの技術を見破られ、その後は殺意を露わにした宗矩に手も足も出せず一方的に切り刻まれ敗死した。
柳生宗矩（やぎゅう むねのり）
柳生新陰流の使い手。異名は「剣術無双」。「剣聖」と呼ばれた柳生石舟斎を父に持つ生まれながらの武人で、その父親に勝るとも言われる実力を持つ。また織田家兵法指南役も勤めている。後援者は織田信忠。
一見、穏やかな物腰をしているがその内面には強者との死合いを望む激しい殺意を秘めており、テンカイチの開催決定時や試合を控えた晩には狂気的な笑みを見せており、本性を表した際は殺意のあまり表情が歪み般若のような顔になる。その殺意はあえて致命傷を与えず身体的にも精神的にも削り落とすという残虐なもので、その異常性を危惧した父親に12歳から3年間幽閉されていたが彼から牙が抜け落ちることはなかった。
一回戦第三試合でウィリアム・アダムスと対戦する。開戦直後はウィリアムの「死の舞」と「バインド」によって一時受け身となるが、その後はあっさりと技を見切り殺意のままにウィリアムを切り刻んで勝利する。
上泉伊勢守（かみいずみ いせのかみ）
新陰流の使い手。異名は「剣聖」または「武神」。後援者は柴田勝家。齢92にもなる老人でほとんどの時間を押し車の中でうたた寝しているが、強者が現れると覚醒し子どものように無邪気に振舞う。その高名は天下に知れ渡っており、多くのテンカイチの武芸者が上泉の試合を見に訪れている。
「剣聖」の異名を持ちながら抜刀することを「禁じ手」としており、代わりに相手の力を利用し受け流す「無刀取り」なる武術を扱う。若かりしころより剣才を発揮し己が人生の目標を「千年無双」と称し神の境地へと至るために鍛錬の日々を送ってきた。しかし人の域を脱せず悩み、一度剣を捨てひたすら瞑想していた際に仮死状態になったことで神の領域に触れ、以降は天地や武術の理を身に付けあらゆる力を制御できる術を手に入れた。この能力を発揮する際は「天覚の門を開く」と表現され、さらに「天戸門」「極落門」と順次開いていくことで人智を超えた武術を覚醒させる。またその影響により生命力が活性化し次第に若返っていくという現象が起こる。
一回戦第四仕合で日野長光と対戦する。覚醒した長光の打撃を難なく受け流し、武神としての余裕を見せつける。自身の予測を超えた力を見せる長光を神の境地へ至るに足る強敵として認めついに抜刀し、感謝と喜びを伝え長光と接戦を演じる。やがて最奥の門「極落門」を開き長光を追い詰めるが門を開いた代償として寿命が尽きてしまい、時間切れを悔やみつつも己の夢の続きを長光に託し彼の腕の中で息を引き取った。上泉の見せた戦いは新たな武の可能性として観戦していた武芸者たちに大きな影響を与えた。
日野長光（ひの ちょうこう）
相撲術の使い手。異名は「力の現人神」または「鬼神」。鬼の面を被った屈強な肉体の持ち主で織田信長に仕えてその巨大な御車を曳く、信長の意に異を唱えた柴田勝家に鉄扇を投げて誅罰するなど忠実な僕である。その巨体から凄まじい破壊力の張り手や蹴りを繰り出し、また真剣を生身で受け止めるなど強靭な骨格と肉体を持つ。また「日野長光」の名はかつて倒した織田家の力士が名乗っていたもの。後援者は羽柴秀吉。
雄叫びや唸り声のみで言葉をほとんど発さないが、それは鬼の面によって抑え込まれ眠っている状態故であり、鬼の面を外すとその素顔と同時に真の人格が覚醒する。素顔はその屈強な体格に似合わず端正な顔立ちをしており関西弁で軽快に話す。
かつて日野の山村でツノを持つ赤子として生まれ生後数ヶ月で立ち上がり言葉を理解し人間離れした腕力をもつなどの出生から「鬼神」として恐れ敬われていた。しかし自身の鬼神としての存在を利用していた母親からは名を与えられず、また人としての情や倫理を教えられなかったことからまさに神の起こす天災として圧倒的な暴力のみを振りかざし生きていた。その後、自身を討伐に訪れた信長に興味を持たれ、以降は信長に付き従った。生まれてから鬼神として畏怖されてきたが、本心では人として求められ愛されることに飢えていた。
一回戦第四仕合で上泉信綱と対戦する。鬼の面を取ったことで真の人格を覚醒させ、まさに鬼神の如き力で上泉の武術に対抗する。試合の最中、畏怖の対象としてしか見られない自身の人生を悲観していたが、上泉に強敵として認められ感謝の言葉を受けたことで生きる意味を見出し、彼に導かれるように更なる力を発揮させる。それでも上泉にはおよばず彼の武術に屈するが、その直後に上泉の寿命が尽きたことでとどめを刺されず、上泉から「千年無双」の夢と刀を託され勝利した。
佐々木小次郎（ささき こじろう）
巌流の使い手。異名は「至高の撃威刃」。翁の面を被り顔を隠している。その素顔は整った女性的な容姿をしているが、長身であり胸の膨らみがないなど性別不詳の人物。感情表現に乏しく他人からの言い付けや命令を機械的に遂行する。鞭のようにしなる長刀「物干し竿長光」を得物とし変幻自在に操る。後援者は明智光秀。
戦で両親を失い彷徨っていた所を鐘巻自斎に拾われ弟子の1人となる。その後、鐘巻が弟子達に行った「蟲毒」で生き残り彼の最高傑作となった。小次郎自身も人形として無感情に振舞っていたが、かつて行われた蟲毒の末に斬った兄弟子の九郎を覚えており、また九郎に容姿が似ている武蔵に試合を見に来てほしいと伝えるなど自覚せずとも人間的な感情を意識の奥底で持っていた。
一回戦第五仕合で服部半蔵と対戦する。相手を機械的に分析し見通す目を持ち、長刀から繰り出す予測不能な斬撃によって半蔵相手に優位に戦う。しかし半蔵の忍具や言葉巧みな挑発等、手段を選ばない搦め手により人間としての意識を揺さぶられ次第に苛立ち始める。最後はその苛立ちから隙を作ってしまい、半蔵に突き飛ばされ城の城外へ転落し敗北した。その後は明智に助けられ、テンカイチを盛り上げるという謀略のため手を組むことを依頼される。
服部半蔵（はっとり はんぞう）
鬼槍流の使い手。異名は「隠れぬ忍」。本多忠勝とは共に家康に仕えた仲であり、互いに「バカ筋」「クソ忍」と親しく呼ぶ間柄である。度々「忍！」とやかましく叫ぶ。後援者は滝川一益。
幼少期よりその場の状況からどうすれば楽に勝てるか、という力点が見える天性の観察眼を持つ。しかし先代から「服部半蔵」の名を継ぐも時流から忍者としての活躍はできず武将として戦場を駆けていたが、自身の実力を発揮できない生き方に燻りを感じていた。そこに忠勝と出会い、互いに力を尽くして徳川家の天下を目指すという夢を持ったことで救われた過去を持つ。
一回戦第五仕合で佐々木小次郎と対戦する。武の実力としては劣勢であったが、忍具や挑発等、様々な搦め手により小次郎の意表を突き武力差を補いつつ戦う。真価を発揮した小次郎に押され始めるも、自身が傷つくことも計算に入れた策により小次郎の人間としての感情を呼び起こし苛立たせることで小次郎を揺さぶる。最後は死力を尽くして作った隙を見逃さず、小次郎を場外に突き飛ばして勝利する。

東郷重位（とうごう しげかた）
示現流の使い手。異名は「万物両断」。鍔のない長大な同田貫を得物として振るう。後援者は島津義久。
かつては「タイ捨流」を学ぶ真っ当な武士であったが、織田軍による九州平定戦に敗北した際に戦場に立つ一振りの刀に魅了され、また京にある天寧寺の怪僧から「強くなりたくば人としての全てを削ぎ落とすべき」という言葉を受け、以降は刀そのものになるべく憑りつかれたように素振りを続け、やがて一刀必殺の「示現流」を発現する。立ち合いの際はその凄まじい闘気が電撃のごとく体外へ漏れ出す等、上泉とはまた異なる意味で人の領域を逸脱している。
一回戦第六仕合で弥助と対戦する。「最強の盾」たる弥助に対し強靭な肉体と一度の攻撃が必殺足りうる斬撃にて叩き斬らんとする。弥助の盾による打撃を受け肺が潰れても闘気は衰えず、むしろ「人としての物を削ぎ落せた」としてさらなる闘気を発散させ最大威力の斬撃を振り下ろすが、弥助の踏み込みに寸分遅れ棒術にて頭を叩き飛ばされる。しかしその後も闘気のみで体を動かし刀を振るおうとするが、振り上げた状態で立ち往生し、自身の目指した「刀そのもの」となりついに息絶える。
弥助（やすけ）
ングニ棒術の使い手。異名は「不落城壁」。バテレンにより日ノ本に連れてこられた元奴隷の異人。木製の棍棒と鉄製の巨大な盾を使用する。かつては日野長光とともに近衛として戦場で信長を守り抜いたことから「最強の動く盾」と呼ばれていた。後援者は織田信雄。
奴隷にされる際に目の前で家族を殺されており、いかに能力があろうとも大きな流れには逆らえないという諦観の念を抱えていた。しかし自身の主人たる信雄が信長に剣を向けられようと己の意志を貫く覚悟を見せたことでその心意気に共感し、以降は信雄の志を守る盾として生きることを決めた。
一回戦第六仕合で東郷重位と対戦する。東郷の規格外の斬撃に当初は苦戦するも持ち前の回避術や盾によるいなしにより一撃必殺たる東郷の斬撃を耐える。守るための信念を力に変え、東郷と最後の一撃を交わし彼の首を跳ね飛ばして勝利する。
宝蔵院胤舜（ほうぞういん いんしゅん）
宝蔵院流槍術の使い手。異名は「武才の宝玉」。まだ無邪気さを見せる齢十一の少年。「天稟」と称される槍術の天才で十文字槍を得物とする。その才ゆえに尊大な態度を取り、他者を凡人と見下しているため身内である宝蔵院の僧たちからは快く思われていない。後援者は前田利家。
林崎甚助（はやしざき じんすけ）
神夢想林崎流。異名は「神斬り」。目に見えぬほどの居合を得意とする。人として己の身体を最大限まで知り尽くし操作することで神をも超える武術を得ようとしている。後援者は伊達政宗。
伊藤一刀斎（いとう いっとうさい）
一刀流。後援者は丹羽長秀。
小笠原長治（おがさわら ながはる）
真新陰流。後援者は上杉景勝。

### 後援の大名・公卿
織田信長（おだ のぶなが）
日ノ本を支配する将軍として君臨する。別名を魔王。年老いたことで機嫌の浮き沈みが激しくなっているらしく、謁見の際、家康は「どこに逆鱗があるか分からない」と警戒していた。死期が近付いたことを老中以下多くの大名らの前で公表し、日ノ本最高の心技体を持つ達人による闘争を望み、各地の武芸者による代理国獲合戦「テンカイチ」の開催とそこでの優勝者を連れてきた者に支配者の地位を譲ることを発表した。
徳川家康（とくがわ いえやす）
織田家・老中の一人。本多忠勝を代理人としてテンカイチにて再び天下取りを望む。忠勝が武蔵に敗れたことでテンカイチから脱落し本来の歴史である「江戸時代」は実現せず潰えることになった。
長宗我部元親（ちょうそかべ もとちか）
宮本武蔵を代理人としてテンカイチにて天下取りに挑む。サングラスを着け、黒衣に身を包み髪を総髪にしている。
北条氏政（ほうじょう うじまさ）
風魔小太郎を擁してテンカイチに挑む関東の大名。人の左手首から先の干物を首から下げ、取り乱したときなどはその左手を妻（ママ）と呼び声を掛けている。
近衛前久（このえ まえひさ）
冨田勢源を擁してテンカイチに挑む公卿。
毛利輝元（もうり てるもと）
ウィリアム・アダムスの後援者。
織田信忠（おだ のぶただ）
織田信長の息子。柳生宗矩の後援者。どこか気の抜けたような言動をしており、常に周囲を小さな蝶が舞っている。
柴田勝家（しばた かついえ）
織田家・老中の一人。上泉伊勢守の後援者。第1話にてテンカイチの開催と主旨を説く主人・信長に諫言したため誅罰として日野長光が投げた鉄扇を眉間に受け右目が眼窩から飛び出すほどの傷を負う。
その後は傷の影響からか白髪となり右目には木彫りの面を付けて登場。自身に重傷を負わせた日野とその後援者である羽柴に雪辱の機会を伺う。
羽柴秀吉（はしば ひでよし）
織田家・老中の一人。日野長光の後援者。
明智光秀（あけち みつひで）
織田家筆頭家老。佐々木小次郎の後援者。年齢は70を越えているがそれに見合わない若々しい外見をしている。蘭丸からは心底嫌われており「化け狐（クソヤロウ）」と呼ばれている。
滝川一益（たきがわ かずます）
服部半蔵の後援者。
島津義久（しまづ よしひさ）
東郷重位の後援者。
織田信雄（おだ のぶかつ）
弥助の後援者。
前田利家（まえだ としいえ）
織田家・老中の一人。宝蔵院胤舜の後援者。
伊達政宗（だて まさむね）
林崎甚助の後援者。
丹羽長秀（にわ ながひで）
伊藤一刀斎の後援者。
上杉景勝（うえすぎ かげかつ）
小笠原長治の後援者。

### その他
森蘭丸（もり らんまる）
織田信長の小姓。テンカイチにおける行司・進行役を務める。中性的な顔立ちに加え女物の装いと化粧をしている。信長に心酔している他、蜻蛉切等の伝説的な武器や名だたる強者たちを見て興奮する性癖を持つ。また勃起した際には列席の諸大名が驚く一物の持ち主。
河合
本多忠勝の家臣。大多喜城に届いた家康からの手紙を忠勝に示す。家康からの手紙が届くまで酒におぼれて自堕落な日々を送る忠勝に不満を抱いていた。口癖はありえん。
黒カブト
大多喜城下を荒らし回っていた巨大な黒毛の暴れ牛。酒宴の最中に姿を現し、本多忠勝らに襲いかかるも家康からの書状を読んで闘志に火が付いた忠勝によって岩石落としをかけられ退治された。
新免無二斎（しんめん むにさい）
宮本武蔵の父親。かつて足利将軍から認められたほどの実力の持ち主。武蔵が幼少のころより大いなる剣の才を秘めていることを信じてやまぬ親バカ。
真柄直隆（まがら なおたか）
かつて元亀元年（一五七〇年）の姉川の戦いにて六尺余りの太郎太刀を得物に戦場を駆け、最期に本多忠勝と刀槍を交えた朝倉方の武将。北方一の猛将として勇名を馳せていた。
冨田重政（とだ しげまさ）
冨田勢源の甥。冨田勢源の付き人を務める。
関保重（せき やすしげ）
冨田勢源の娘婿。善左衛門の父親で冨田勢源が56歳のころ（一五七三年）は一乗谷にて冨田道場の主を務めていた。
関善左衛門（せき ぜんざえもん）
保重の息子で冨田勢源の孫。剣の才に長け勢源から可愛がられ将来を嘱望されていたが一五七三年の織田家の一乗谷侵攻で幼くして命を失った。
その後は勢源の白夜眼の力の権化として勢源のみが認識し得る姿で背後霊のように寄り添っている。
先代・風魔小太郎（ふうま こたろう）
五代目の風魔小太郎。宮本武蔵を凌ぐ長身痩躯に仮面を被った男性。風魔忍軍の頭領たる風魔小太郎歴代で最強と称されたが、今は六代目に小太郎の座を譲り手枷をはめ、ポチと呼ばれ六代目の椅子になったり風魔手裏剣を渡すなど近侍として雑用をこなしている。テンカイチの数年前、半忍であった紅と蒼らに課した選別試験で二人を半忍最下層の地組に落として薬物の実験体とするが、最後の実験である限界薬・雅大蛇ノ五番の投与で蒼が命を失ったことで限界薬に耐えて驚異的な身体能力を得た紅に顔面を殴打され左目を失う重傷を負った上、風魔忍軍の頭領の地位を紅に取って代わられる。以後は仮面を着け蒼の代わりの犬として六代目の側に侍ることとなり、口調も犬の鳴き声となった。
蒼（あお）
六代目風魔小太郎が半忍時代に行動を共にしていた同期のくの一。月・雲・風・地と半忍が振り分けられる組の中では下位の風組に属し五代目風魔小太郎には落ちこぼれと見做されていた。選別試験で蒼を庇った紅とともに地組より下の土組に降格されそこで数多の毒・薬物の実験体として扱われ、最後に限界薬・雅大蛇ノ五番を投与され体が耐え切れずに絶命した。紅と蒼が互いに対して厚い友情を抱いていると五代目は思い込んでいたがその実、紅の蒼に対する感情は愛玩動物に対する愛情のようなものであった。
宝蔵院胤栄（ほうぞういん いんえい）
宝蔵院胤舜の付き添いを務める壮年の僧。
鐘巻自斎（かねまき じさい）
佐々木小次郎の付き添いを務める。かつて一番弟子であった伊東一刀斎に指を切り落とされ、武術や女ともども全てを奪われた過去から復讐に憑りつかれている。自身の復讐の道具として弟子たちを集め、最終的に蟲毒を行うことで伊東に対抗しうる人形を作ろうとするなど非道な人物。その結果として小次郎を作り上げテンカイチに臨むも、半蔵に敗れたことで明智に謀殺された。
ウィリアムの母
決闘裁判の代理闘士を務めた。己が武術・ダークダンスと短剣「ダーク」を息子に託した。
沢庵（たくあん）
テンカイチ第一回戦三試合の舞台である天籟の船の船上に現れ織田信忠に声をかけた人物。柳生宗矩の友人。
福原広俊（ふくはら ひろとし）
毛利輝元の家臣。ウィリアムの世話人。
柳生宗厳（やぎゅう むねよし）
柳生宗矩の父。石舟斎の名でも呼ばれる。技の試しと称して兄弟子を斬った12歳の宗矩を牢に幽閉した。厳勝に宗矩の殺害を進言されるも、踏み切れなかった。
柳生厳勝（やぎゅう としかつ）
柳生宗矩の兄。宗矩の狂気を恐れ、父・宗厳が宗矩を幽閉して3年ののちに殺害しようとしたが、返り討ちに遭い再起不能となった。
丸目蔵人（まるめ くらんど）
上泉信綱の付添いを務める武人。新陰流の分派「タイ捨流」の使い手。
日野長光の母
長光の「鬼神」としての存在と力を利用し自身の村や他村から多くの貢物と富を集めていた。長光に対しては人としての名を与えず、本能的に母親に逆らえないことを利用して支配下に置いていたが、長光の「悪評」を聞き討伐にやってきた織田軍を前に全ての罪を長光に押し付けるなど言い逃れを図るも、長光もろとも銃撃され死亡した。
愛洲移香斎（あいす いこうさい）
かつて上泉伊勢守が師事していた陰流の開祖。
九郎（くろう）
鐘巻自斎の弟子で佐々木小次郎の兄弟子。弟子たちの中で小次郎と同等の実力を持ち、小次郎と親しくしていた武蔵と瓜二つの青年。鐘巻の思惑に感づいており小次郎と共に脱走を企てていたが、それを察知した鐘巻によって脱走前に蟲毒が行われてしまう。自身と対峙する小次郎を説得するも無感情に鐘巻の言いつけを実行しようとする小次郎に言葉は届かず、立ち合いの末に首を切り落とされ死亡する。小次郎相手にも勝てる実力があったが、「小次郎を斬ってまで生きる理由がない」との理由から刀を振り下ろさず、最期は「九郎という人間がいたことを覚えていてほしい」と願いを伝えた。

## 書誌情報
- 中丸洋介（原作）・あずま京太郎（作画） 『テンカイチ 日本最強武芸者決定戦』講談社 〈ヤンマガKCスペシャル〉、既刊11巻（2025年4月18日現在）
  1. 2021年6月18日発行（同日発売[9][3]）、ISBN 978-4-06-523030-5
  2. 2021年9月17日発行（同日発売[10]）、ISBN 978-4-06-524755-6
  3. 2022年1月20日発行（同日発売[11]）、ISBN 978-4-06-526737-0
  4. 2022年5月6日発行（同日発売[12]）、ISBN 978-4-06-527783-6
  5. 2022年9月20日発行（同日発売[13]）、ISBN 978-4-06-529071-2
  6. 2023年1月19日発売[14]、ISBN 978-4-06-530417-4
  7. 2023年7月20日発売[15]、ISBN 978-4-06-532348-9
  8. 2023年12月20日発売[16]、ISBN 978-4-06-534077-6
  9. 2024年5月20日発売[17]、ISBN 978-4-06-535649-4
  10. 2024年11月20日発売[18]、ISBN 978-4-06-537517-4
  11. 2025年4月18日発売[19]、ISBN 978-4-06-539238-6

## テレビアニメ
2025年4月にテレビアニメ化を発表。